# Îlot M'Bo
L’îlot M'Bo est un îlot de Nouvelle-Calédonie appartenant administrativement à Païta.

## Géographie
Il se situe à environ 3 km à l'est de l'îlot M'Ba. 